# Ерл Рейбел
Ерл Рейбел (англ. Earl Reibel, нар. 21 липня 1930, Кіченер — пом. 3 січня 2007 Кіченер) — канадський хокеїст, що грав на позиції центрального нападника.
Володар Кубка Стенлі в складі «Детройт Ред-Вінгс» 1954 та 1955. 

## Ігрова кар'єра
Хокейну кар'єру розпочав 1948 року.
Протягом професійної клубної ігрової кар'єри, що тривала 11 років, захищав кольори команд «Індіанаполіс Кепіталс», «Провіденс Редс», «Детройт Ред-Вінгс», «Чикаго Блек Гокс» та «Бостон Брюїнс».
Загалом провів 448 матчів у НХЛ, включаючи 39 ігор плей-оф Кубка Стенлі.

## Нагороди та досягнення
- Приз Леді Бінг — 1956.
- Учасник матчів усіх зірок НХЛ — 1954, 1955.

## Статистика
| Сезон        | Клуб                    | Ліга         | Регулярний сезон | Регулярний сезон | Регулярний сезон | Регулярний сезон | Регулярний сезон | Плей-оф | Плей-оф | Плей-оф | Плей-оф | Плей-оф |
| Сезон        | Клуб                    | Ліга         | І                | Г                | П                | О                | ШХ               | І       | Г       | П       | О       | ШХ      |
| ------------ | ----------------------- | ------------ | ---------------- | ---------------- | ---------------- | ---------------- | ---------------- | ------- | ------- | ------- | ------- | ------- |
| 1948–49      | «Кіченер Грінширтс»     | ОХА          | —                | —                | —                | —                | —                | —       | —       | —       | —       | —       |
| 1949–50      | «Віндзор Спітфайр»      | ОХЛ          | 48               | 53               | 76               | 129              | 14               | 11      | 7       | 14      | 21      | 2       |
| 1950–51      | «Омаха Найтс»           | ХЛСШ         | 32               | 13               | 25               | 38               | 6                | 10      | 0       | 6       | 6       | 2       |
| 1951–52      | «Індіанаполіс Кепіталс» | АХЛ          | 68               | 33               | 34               | 67               | 8                | —       | —       | —       | —       | —       |
| 1952–53      | «Едмонтон Флаєрс»       | ЗХЛ          | 70               | 34               | 56               | 90               | 14               | 12      | 6       | 6       | 12      | 4       |
| 1953–54      | «Детройт Ред-Вінгс»     | НХЛ          | 69               | 15               | 33               | 48               | 18               | 9       | 1       | 3       | 4       | 0       |
| 1954–55      | «Детройт Ред-Вінгс»     | НХЛ          | 70               | 25               | 41               | 66               | 15               | 11      | 5       | 7       | 12      | 2       |
| 1955–56      | «Детройт Ред-Вінгс»     | НХЛ          | 68               | 17               | 39               | 56               | 10               | 10      | 0       | 2       | 2       | 2       |
| 1956–57      | «Детройт Ред-Вінгс»     | НХЛ          | 70               | 13               | 23               | 36               | 6                | 5       | 0       | 2       | 2       | 0       |
| 1957–58      | «Детройт Ред-Вінгс»     | НХЛ          | 29               | 4                | 5                | 9                | 4                | —       | —       | —       | —       | —       |
| 1957–58      | «Чикаго Блек Гокс»      | НХЛ          | 40               | 4                | 12               | 16               | 6                | —       | —       | —       | —       | —       |
| 1958–59      | «Бостон Брюїнс»         | НХЛ          | 63               | 6                | 8                | 14               | 16               | 4       | 0       | 0       | 0       | 0       |
| 1959–60      | «Провіденс Редс»        | АХЛ          | 69               | 20               | 46               | 66               | 6                | 5       | 0       | 1       | 1       | 0       |
| 1960–61      | «Провіденс Редс»        | АХЛ          | 43               | 7                | 18               | 25               | 2                | —       | —       | —       | —       | —       |
| Усього в НХЛ | Усього в НХЛ            | Усього в НХЛ | 409              | 84               | 161              | 245              | 75               | 39      | 6       | 14      | 20      | 4       |